# Bund (Soziologie)
Bund bezeichnet in der Soziologie als grundlegende Kategorie eine Form sozialer Gruppen. Von Herman Schmalenbach unter dem Eindruck der Sozialen Bewegung der bündischen Jugend in den 1920er Jahren eingeführt, stellt sie eine ergänzende Form zu "Gemeinschaft" und "Gesellschaft" (Ferdinand Tönnies) dar. Als essentielle Charakteristika hebt Schmalenbach Freundschaftsbeziehungen, Spontaneität und Begeisterung für eine Sache sowie das zwingende Vorhandensein charismatischer Elemente durch einen Führer hervor.
Tönnies selbst würdigte den Versuch der Einführung des Begriffs. Er blieb aber der Ansicht, seine beiden Begriffe umfassten definitorisch das Gesamtfeld der "Soziologie" und damit auch alle empirisch auffindbaren Bünde.
Schmalenbach sieht den Bund als gefühlsmäßig-enthusiastische Vereinigung. Sie habe einen anderen Charakter als die „natürliche“ Gemeinschaft. Die Gemeinschaft gründe sich auf Verwandtschaft und gemeinsames Leben. Ferner sei Gemeinschaft unbewusst, sie würde den Individuen erst bei Bedrohung offenbar. Der Bund entstehe dagegen aus einem plötzlichen Übereinkommen, aus einer Erneuerung oder einer kollektiven Begeisterung. Die Gemeinschaft sei ein alltägliches Phänomen aus dem Bereich der Familie. Der Bund sei eine außerordentliche Erscheinung und gründe auf Freundschaft.
In der Zusammensetzung "Männerbund" erscheint die Vokabel ferner bei dem Soziologen Richard Thurnwald und in der Ethnologie.